# Храмовий комплекс Мін-Ре в Атрібісі
Храмовий комплекс Мін-Ре — археологічна пам’ятка в місті Согаґ у центральному Єгипті, присвячена поклонінню богу родючості Мін-Ре, його дружині Репіт та їхньому синові, богу-дитині Колантесу. Комплекс є важливим релігійним центром елліністичного періоду, що включає храмові споруди, поселення, некрополь і стародавні каменоломні.

## Історія відкриття
Комплекс був виявлений археологами з Тюбінгенського університету за підтримки Міністерства туризму та старожитностей Єгипту. Основною знахідкою стала камера для зберігання амфор і посуду та монументальний пілон віком понад 2000 років.

## Опис комплексу
Храмовий комплекс включає кілька важливих елементів:
- Камера з рельєфами: Прямокутна кімната розміром 6×3 м, прикрашена рельєфами й ієрогліфами, що зображують бога Мін-Ре, його дружину Репіт у вигляді левиці, і їхнього сина Колантеса.
- Пілон: Монументальний вхідний пілон завдовжки 51 м і первісною висотою близько 18 м. Він складається з двох веж шириною 24 м, що фланкують центральну браму.

Згідно з написами, знайденими в храмі, будівництво комплексу припадає на правління Птолемея VIII Евергета II (170–116 рр. до н. е.). В одному з рельєфів цар представлений як жрець, що приносить жертви богам.

## Значення
Комплекс у Атрібісі був важливим культовим місцем, присвяченим родині богів, пов’язаних із родючістю та силою. Знахідка є цінним джерелом інформації про релігійні практики та архітектурні традиції елліністичного Єгипту.
У 2019 році дослідники наголосили, що відкриття цього храму є першим кроком до повного вивчення залишків храмового комплексу.